# Рафалович Єлизавета Карпівна
Єлизавета Карпівна Рафало́вич (нар. 1831, Чернігів — пом. ?) — українська і російська співачка (контральто).

## Біографія
Народилася у 1831 році в місті Чернігові (тепер Україна). Закінчила Київський інститут шляхетних дівчат. Співу навчалась приватно в Києві, удосконалювала майстерність у 1851—1852 роках у Мілані. В 1853—1855 роках співала в благодійних концертах у Петербурзі, Житомирі, під час контрактових сезонів у Києві. Володіла рідкісним голосом, досить сильним і рівним у всіх регістрах.